# Bayerische B IX
Die Dampflokomotiven der Bauart B IX der Königlich Bayerischen Staatsbahn waren die ersten zweifach gekuppelten Schnellzuglokomotiven in Bayern. Die hintere Kuppelachse befand sich unter dem Stehkessel, sodass die überhängenden Massen klein gehalten werden konnten. Daher konnte eine Höchstgeschwindigkeit der Lok von 90 km/h zugelassen werden. Die Lok erreichte in der Ebene mit einem 150 Tonnen schweren Zug eine Geschwindigkeit von 70 km/h. Die ansonsten im Stil ihrer Vorgänger gehaltenen Lokomotiven besaßen einen tiefliegenden Kessel, Außenrahmen und Stephensonsteuerung. Die Reichsbahn stufte die 1923 noch vorhandenen Maschinen – trotz ihres Treib- und Kuppelraddurchmessers von 1870 mm – nur als Personenzuglokomotive in die Gattung P23.12 ein und sah für sie noch die Betriebsnummern 34 7421–7440 vor. Die Fahrzeuge, welche zwischen 1874 und 1887 gebaut worden waren, wurden aber noch vor der Umzeichnung bis 1925 ausgemustert.
Gekuppelt waren die Lokomotiven mit Schlepptendern der Bauart bay 3 T 10,5.

## Erhaltene Lokomotive
Beim Deutschen Museum in München ist ein der Länge nach aufgeschnittenes Exemplar erhalten geblieben. Teile der Sammlung, einschließlich der B IX, sind aus Platzmangel in das Museum Lokwelt Freilassing in Freilassing verlegt worden.